# Liste des localités d'Irlande du Nord
Cet article concerne l'Irlande du Nord. Pour l'île dans son ensemble, voir Liste des localités d'Irlande. Pour l'État indépendant, voir Liste des localités de l'État d'Irlande.
Pour une liste des plus grandes localités classées par population, voir Liste des villes d'Irlande du Nord.
Cet article est une liste alphabétique des localités d'Irlande du Nord.

## Liste
L'ordre alphabétique suit la dénomination en anglais. Le nom en italique est le nom en irlandais.
- Antrim - Aontraim
- Armagh - Ard Mhacha
- Ballycastle - Baile an Chaistil
- Ballyclare - Bealach Cláir
- Ballymena - An Baile Meánach
- Ballymoney - Baile Monaidh
- Ballynahinch - Baile na hInse
- Banbridge - Droichead na Banna
- Bangor - Beannchar
- Belfast - Béal Feirste
- Carrickfergus - Carraig Fhearghais
- Castlederg - Caisleán na Deirge
- Carryduff - Ceathrú Aodha Dhuibh
- Coalisland - Oileán a'Ghuail
- Coleraine - Cúil Raithne
- Comber - An Comar
- Cookstown - An Chorr Chríochach
- Craigavon
- Derryvore
- Donaghadee - Domhnach Daoi
- Downpatrick - Dún Phádraig
- Dromore - Droim Mór
- Dundonald - Dún Dónaill
- Dungannon - Dún Geanainn
- Enniskillen - Inis Ceathlainn
- Glengormley - Gleann gorm liath
- Greenisland
- Holywood - Ard Mhic Nasca
- Killyleagh
- Larne - Latharna
- Limavady - Léim an Mhadaidh
- Lisburn - Lios na gCearrbhach
- Londonderry ou Derry - Doire Cholm Chille ou Doire
- Lurgan - An Lorgain
- Magherafelt - Machaire Fiolta
- Newcastle - An Caislean Nua
- Newry - Iúr Chinn Trá ou An tIúr
- Newtownabbey - Baile na Mainistreach
- Newtownards - Baile Nua na hArda
- Omagh - An Ómaigh
- Portadown - Port an Dúnáin
- Portrush - Port Rois
- Portstewart - Port na Binne Uaine ou Port Stíobhaird
- Randalstown - Baile Raghnail
- Strabane - An tSraith Bhán
- Warrenpoint - An Phointe